# Hopf-Verschlingung

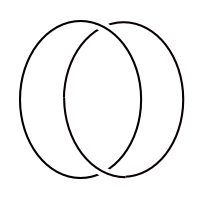
Hopf-Verschlingung

In der Knotentheorie, einem Teilgebiet der Mathematik, ist die Hopf-Verschlingung (auch Hopf-Link) das einfachste Beispiel einer Verschlingung zweier Kreise.

## Hopf-Verschlingung
Die Hopf-Verschlingung ist eine Verschlingung bestehend aus zwei Unknoten (d. h. unverknoteten Kreisen), deren Verschlingungszahl (je nach Orientierung) plus oder minus 1 beträgt. 
Ein konkretes Modell sind zum Beispiel die im {\displaystyle \mathbb {R} ^{3}} durch {\displaystyle (\cos t,\sin t,0)} und {\displaystyle (\cos t+1,0,\sin t)} parametrisierten Kreise.

## Topologie des Komplements
Das Komplement der Hopf-Verschlingung in der 3-Sphäre {\displaystyle S^{3}} ist homöomorph zu {\displaystyle S^{1}\times S^{1}\times \left(0,1\right)}. Die Linkgruppe, also die Fundamentalgruppe des Komplements, ist isomorph zu {\displaystyle \mathbb {Z} \times \mathbb {Z} }, der freien abelschen Gruppe mit zwei Erzeugern.

## Invarianten
Das Jones-Polynom ist 
{\displaystyle V(t)=-t-t^{-1}},
das HOMFLY-Polynom ist 
{\displaystyle P(z,\alpha )=z^{-1}(\alpha ^{-1}-\alpha ^{-3})-z\alpha ^{-1}},
die Hopf-Verschlingung ist der {\displaystyle (2,2)}-Torus-Link und sie ist der Abschluss des Zopfes
{\displaystyle \sigma _{1}^{2}}.

## Hopf-Faserung und Homotopiegruppen, Hopf-Invariante
Heinz Hopf untersuchte 1931 die Hopf-Faserung
{\displaystyle h\colon S^{3}\to S^{2}}
und stellte fest, dass je zwei Fasern eine Hopf-Verschlingung bilden.
Allgemein definierte er für Abbildungen {\displaystyle f\colon S^{3}\to S^{2}} die heute als Hopf-Invariante bezeichnete Invariante {\displaystyle H(f)\in \mathbb {Z} } als Verschlingungszahl der Urbilder zweier regulärer Werte von {\displaystyle f} und er bewies, dass die Zuordnung

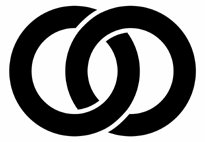
Shingon-shu Buzan-ha crest

{\displaystyle f\to H(f)}
einen Isomorphismus 
{\displaystyle \pi _{3}(S^{2})\to \mathbb {Z} }
ergibt.

## Vorkommen in Kunst, Wissenschaft und Philosophie

Catenane

- Die Hopf-Verschlingung wird von der dem Shingon-shū zuzuordnenden buddhistischen Sekte Buzan-ha als Symbol verwendet.
- Catenane stellen eine Hopf-Verschlingung dar.
- Die Hopf-Verschlingung kommt in zahlreichen Skulpturen des japanischen Künstlers Keizo Ushio vor.